# مگس‌گیر تایگا
مگس‌گیر تایگا یا مگس‌گیر گلوسرخ (نام علمی: Ficedula albicilla)، پرنده‌ای مهاجر از خانواده مگس‌گیران است. این گونه برای نخستین بار توسط پیتر سایمون پالاس در سال ۱۸۱۱ توصیف شد. جنس ماده دارای روتنهٔ قهوه‌ای رنگ با دمی مایل به سیاه است که کنار آن سفید است. سینه به رنگ نخودی با زیرتنهٔ عمدتاً سفید است. نر دارای گوش‌پرها و کناره‌های گردن خاکستری مایل به آبی است و نرهای زادآور رنگ نارنجی مایل به سرخ روی گلو دارند. برخلاف مگس گیر تایگا، جنس ماده مگس‌گیر سینه‌سرخ به‌طور مشابه دارای دم قهوه‌ای است در حالی که رنگ قرمز در نرهای زادآور تا سینه در مگس‌گیر سینه‌سرخ امتداد دارد. در شمال اوراسیا از شرق روسیه تا سیبری و مغولستان زادآوری می‌کند. این یک بازدیدکننده زمستانی از جنوب و جنوب شرق آسیا در بنگلادش، بوتان، هند، کامبوج، لائوس، میانمار، نپال، مالزی، تایلند، چین، ویتنام و ژاپن است. زیستگاه طبیعی آن جنگل تایگا است. این یک سرگردان نایاب در غرب اروپا است.
در گذشته یکی از زیرگونه‌های مگس‌گیر سینه‌سرخ در نظر گرفته می‌شد.

## نگارخانه

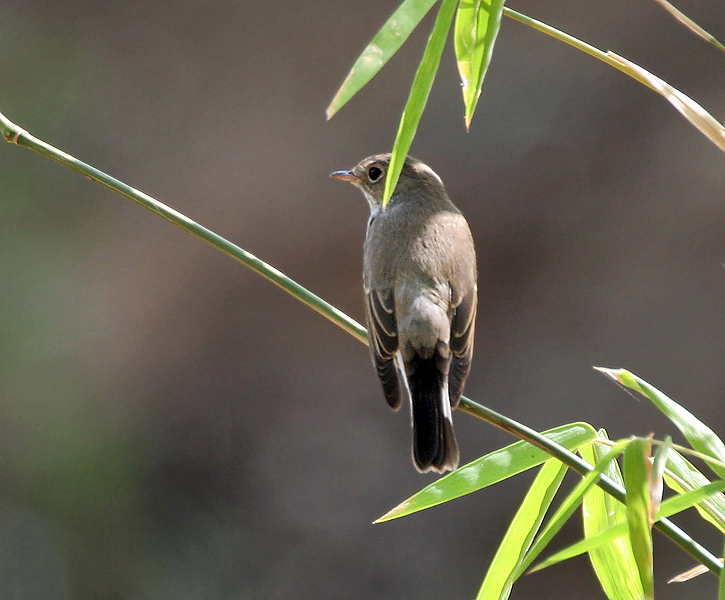
در سیندروت در ناحیه وادودارا، گجرات، هند
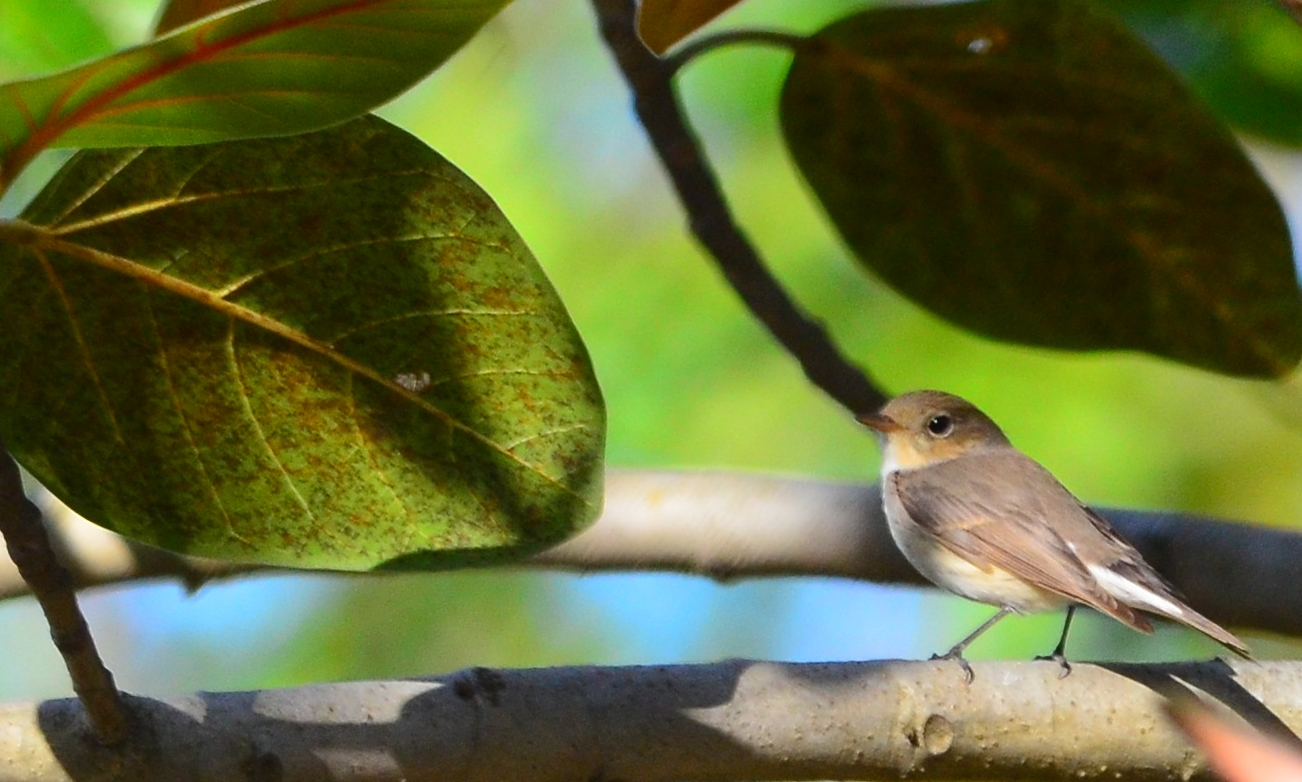
در چاندیگر، هند
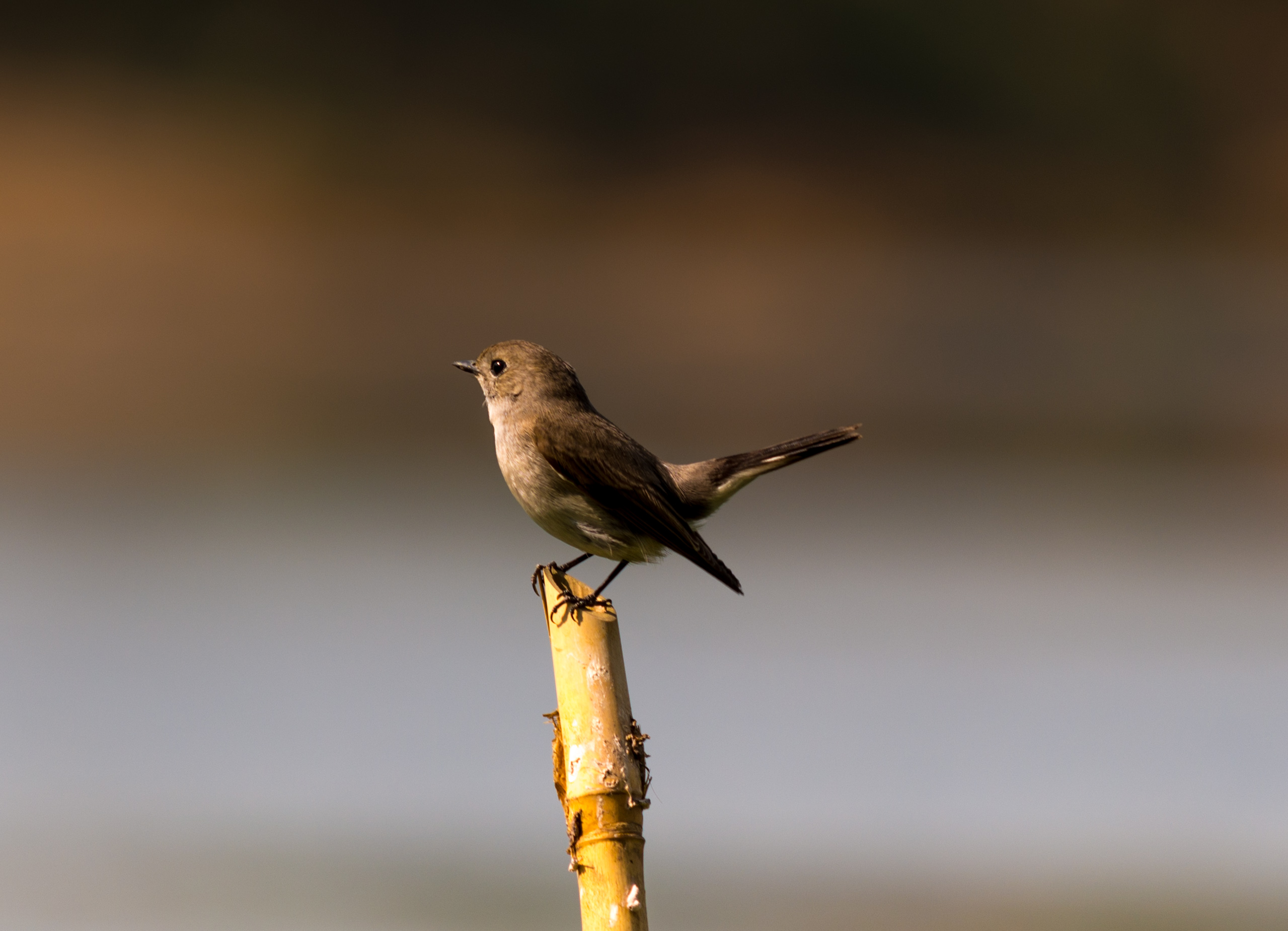
در دریاچه مادوبپور، شیلت، بنگلادش
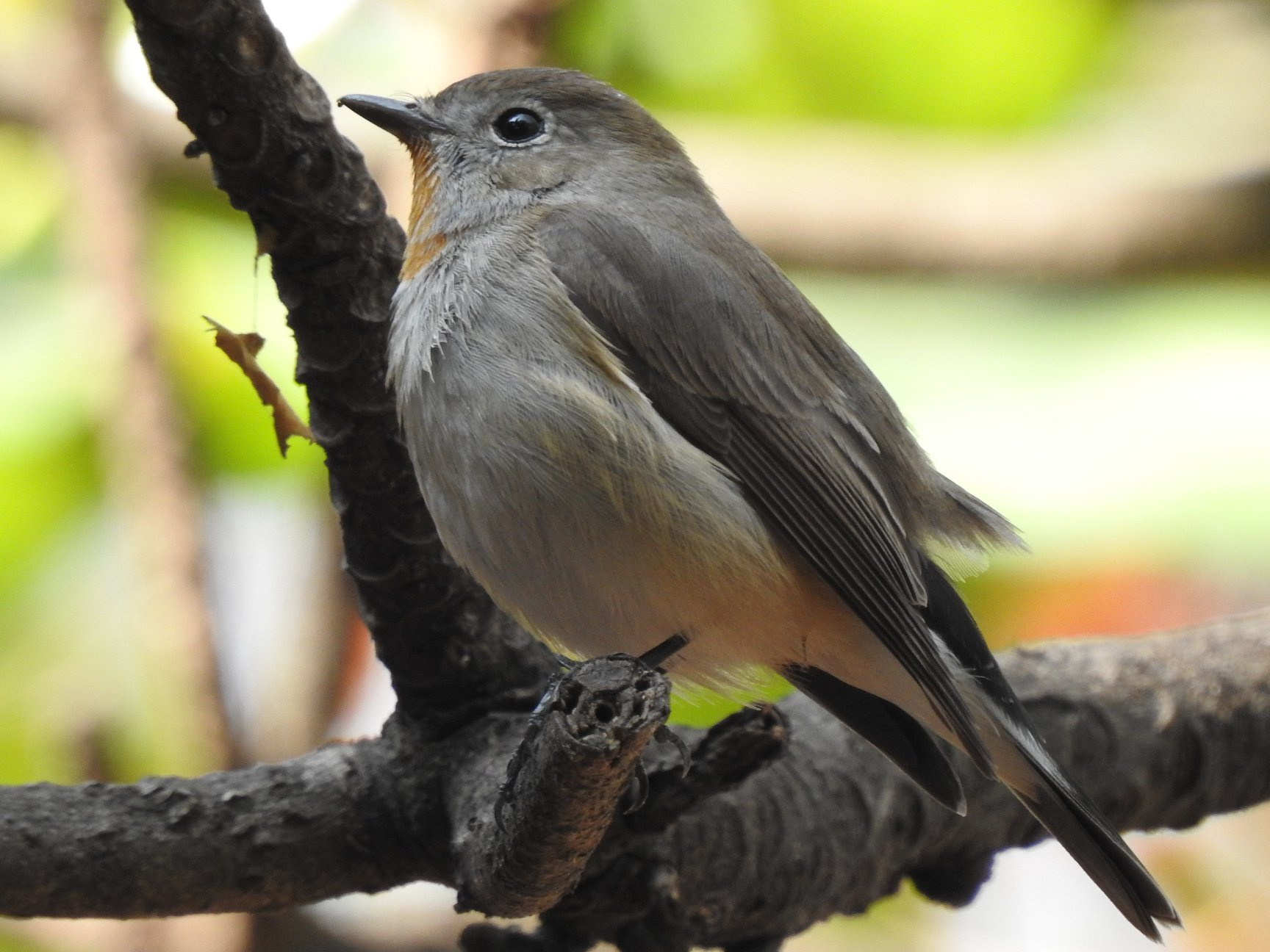
در حیدرآباد، تلانگانا، هند
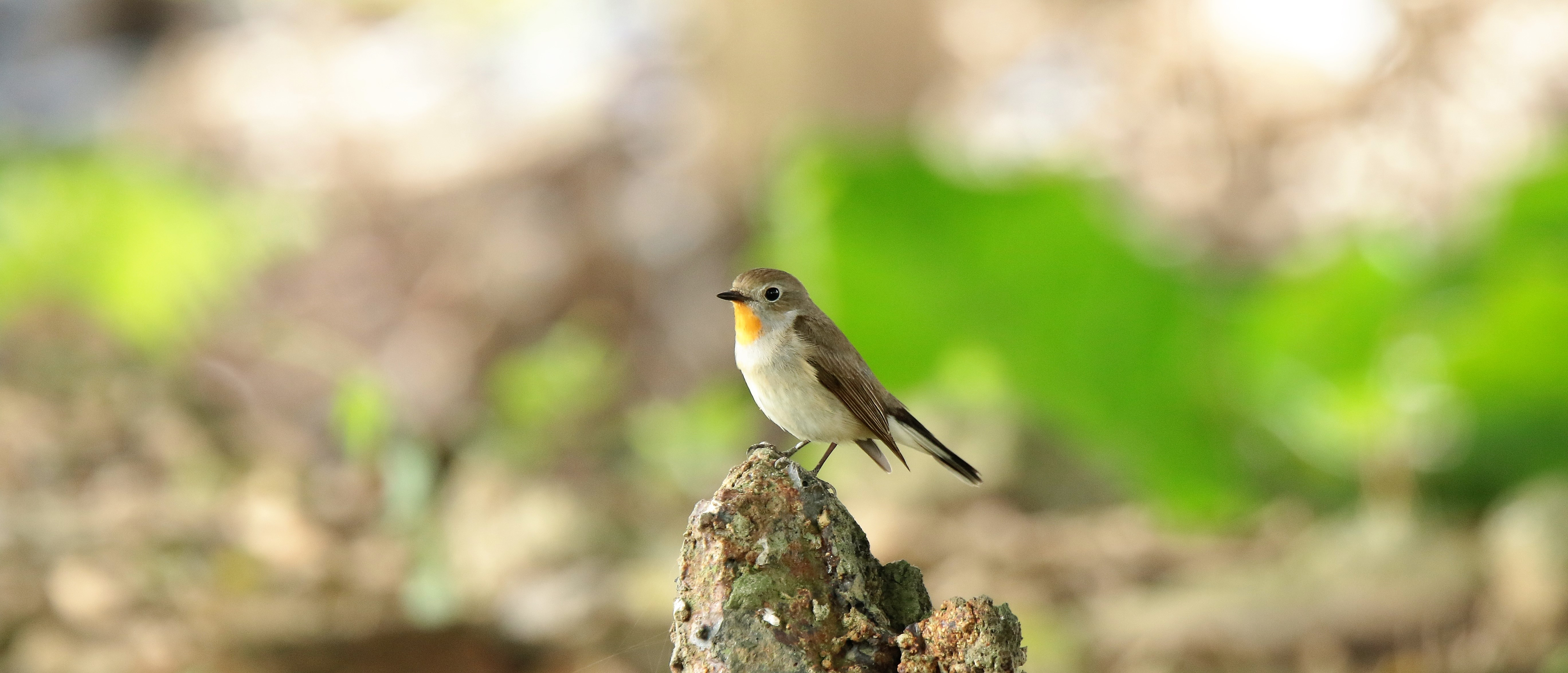
نر
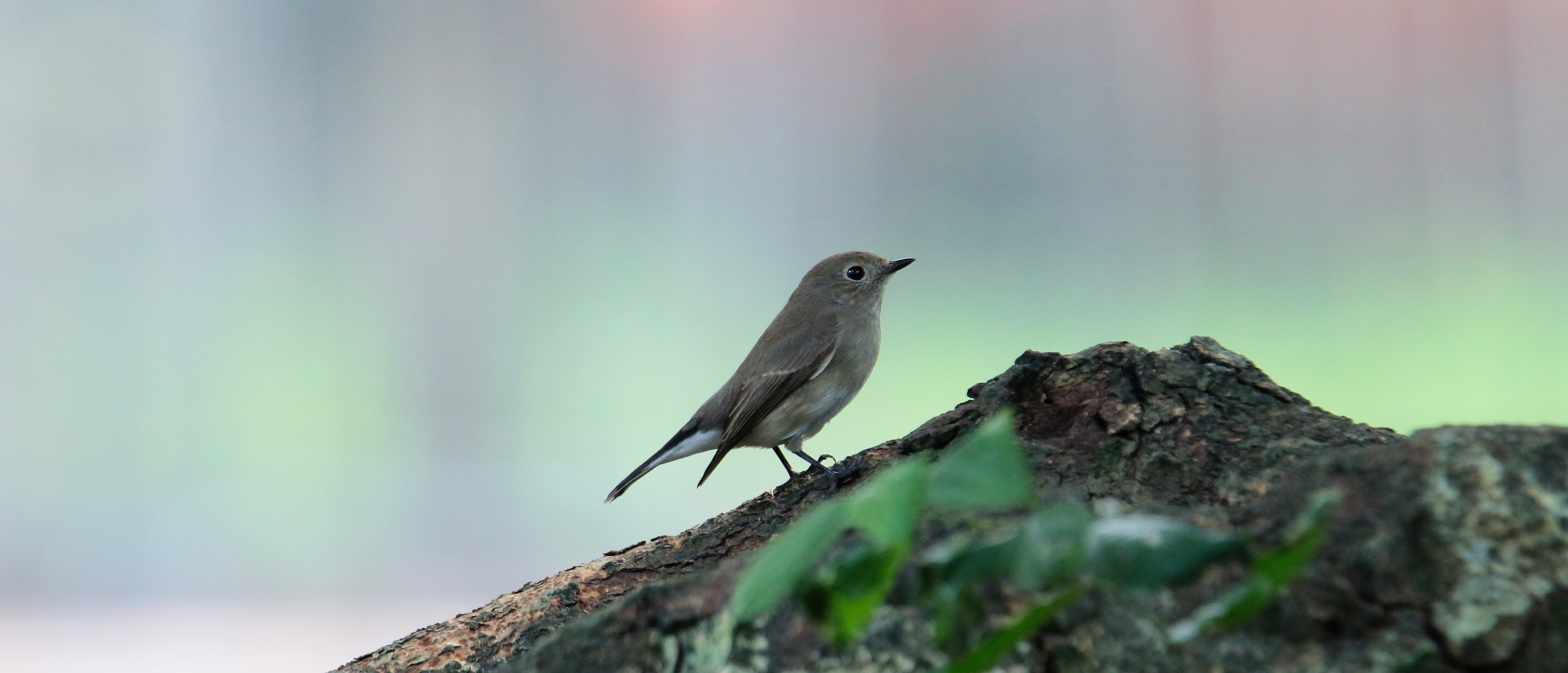
ماده